# Santa Rita de Ibitipoca
Santa Rita de Ibitipoca is een gemeente in de Braziliaanse deelstaat Minas Gerais. De gemeente telt 3.847 inwoners (schatting 2009).

## Aangrenzende gemeenten
De gemeente grenst aan Antônio Carlos, Bias Fortes, Ibertioga, Lima Duarte, Piedade do Rio Grande en Santana do Garambéu.